# Anton Fridrichsen
Anton Johnson Fridrichsen (* 4. Januar 1888 in Meråker, Norwegen; † 16. November 1953 in Uppsala, Schweden) war ein norwegisch-schwedischer Theologe und Professor für Exegese an der Universität Uppsala.

## Leben
Fridrichsen legte im Jahre 1911 sein Amtsexamen in Oslo ab. Danach studierte er von 1912 bis 1913 in Breslau und Göttingen. 1912 trat er dem Breslauer- und 1913 dem Göttinger Wingolf, einer christlichen Studentenverbindung, bei, dem er zeitlebens angehörte. Nach einigen Jahren im Pfarrdienst wurde er mit einer Abhandlung über den Heiligkeitsbegriff Dozent in Oslo. Fridrichsen wurde 1925 in Straßburg mit der Schrift Le problème du miracle dans le chstianisme primitif (Das Problem der Wunder im frühen Christentum) promoviert, wofür er 1927 die Ehrendoktorwürde in Marburg erhielt.
1928 wurde er Professor für Exegese des Neuen Testaments in Uppsala. Neben diesen Werken veröffentlichte Fridrichsen einige kleinere Schriften und Zeitschriftenartikel. Ein Teil seiner Schriften war an ein breiteres Publikum gerichtet, beispielsweise Vem ville Jesus vara (Wer wollte Jesus sein)? 1931. Fridrichsen war zudem Mitarbeiter des Schwedischen Nachschlagewerkes unter der Signatur A.J.F.
Fridrichsen gründete eine international bekannte Exegetenschule, die eine Reihe bemerkenswerter Schüler hervorbrachte. Zu den Schülern Friedrichsens gehören die Neutestamentler Harald Riesenfeld und Krister Stendahl und die Bischöfe Bengt Sundkler und Bo Giertz. Sein Engagement für die Kirche mischte sich mit einer radikal wissenschaftlichen Haltung. Er wurde auf dem Uppsala Gamla Kyrkogård beerdigt.

## Schriften (Auswahl)
- Hagios-Qadoš. Ein Beitrag zu den Voruntersuchungen zur christlichen Begriffsgeschichte, 1916.
- Den ældste kristne Verdensmission, 1920.
- mit Lyder Brun: Paulus und die Urgemeinde. Zwei Abhandlungen, 1921.
- mit Samson Eitrem: Ein christliches Amulett auf Papyrus, 1921.
- mit anderen: The Root of the Vine. Essays in Biblical Theology, 1953.
- mit Gösta Lindeskog & Harald Riesenfeld: Inledning till Nya Testamentet, 1958.
- Exegetical Writings. A Selection, hg. von Chrys C. Caragounis & Tord Fornberg, 1994.